# Gốm Chu Đậu – Mỹ Xá

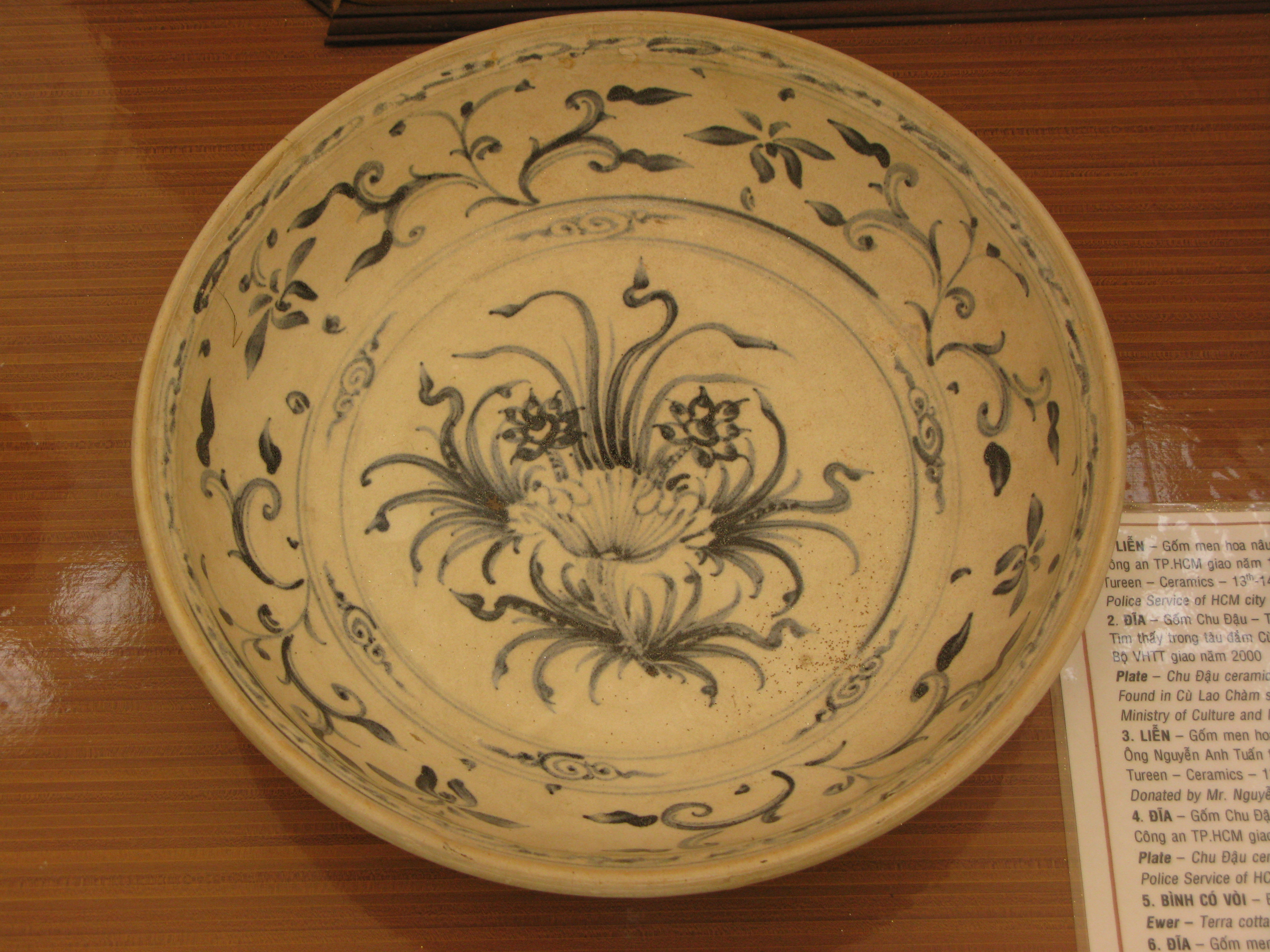

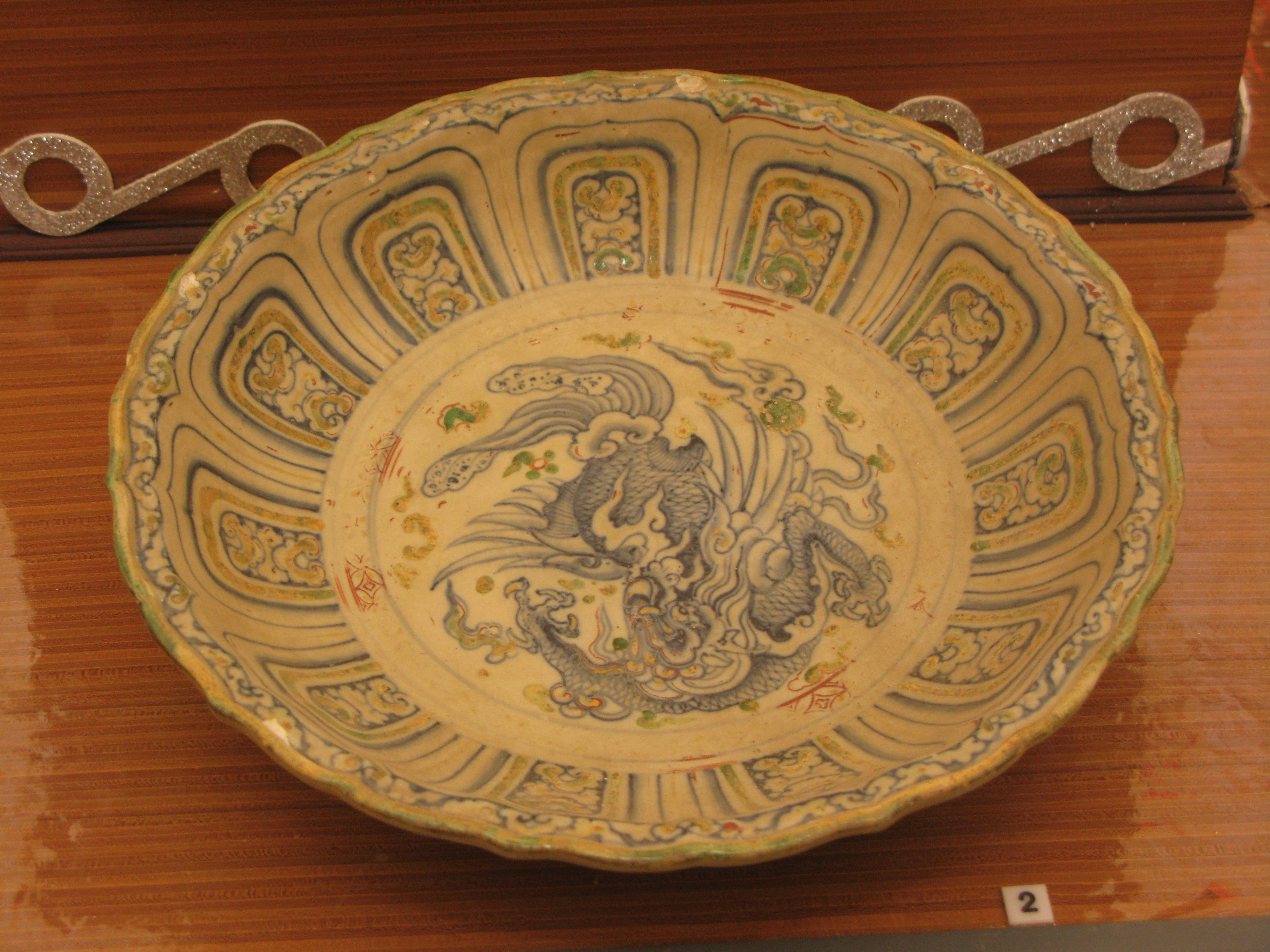

Gốm Chu Đậu – Mỹ Xá, còn được biết đến là gốm Chu Đậu, là gốm cổ truyền Việt Nam đã được sản xuất tại làng Chu Đậu và làng Mỹ Xá thuộc tổng Thượng Triệt, nay thuộc các xã Minh Tân (làng Mỹ Xá) và Thái Tân (làng Chu Đậu), huyện Nam Sách, tỉnh Hải Dương. Tuy nhiên, gốm Chu Đậu tại Việt Nam ít người biết đến cho đến khi có sự việc ông Makoto Anabuki - cán bộ ngoại giao Nhật Bản tại Tokyo nhờ tìm hiểu về xuất xứ chiếc bình gốm hoa lam tại Bảo tàng Topkapı, Istanbul (Thổ Nhĩ Kỳ) do ông nghi ngờ đây là bình gốm Việt Nam chứ không phải là Trung Quốc và sự việc khảo sát và khai quật con tàu đắm ở Cù lao Chàm (Quảng Nam).
Hiện tại, Gốm Chu Đậu được Công ty cổ phần Hapro quản lý và phát triển.

## Xuất xứ
Dòng gốm này có thể đã được hình thành và phát triển trong khoảng từ thế kỷ 13 đến thế kỷ 18. Có nguồn nói, nó bị hủy diệt do chiến tranh Lê-Mạc cuối thế kỷ 16.
Loại gốm này thường được nhắc đến với tên gốm Chu Đậu là do lần đầu tiên người ta khai quật được các di tích của dòng gốm này ở Chu Đậu. Sau này, khi khai quật tiếp ở Mỹ Xá (làng bên cạnh Chu Đậu) thì người ta phát hiện ra khối lượng di tích còn đa dạng hơn và có một số nước men người ta không tìm thấy trong số các di tích khai quật được tại Chu Đậu. Kết quả khai quật ấy được báo cáo tại hội nghị khảo cổ học toàn quốc tổ chức vào tháng 9 năm 1986. Nó trở thành một nhận thức mới về gốm Việt Nam trong lịch sử và tên gọi Chu Đậu - lấy theo tên ngôi làng đầu tiên phát hiện gốm - được ghi vào bản đồ khảo cổ học là một di tích quan trọng bậc nhất của gốm Việt Nam.
Tại Mỹ Xá, gia phả dòng họ Vương có ghi câu "...tổ tiên...lấy nghề nung bát làm nghiệp". Câu này hiện được lưu lại trong bảng ghi lịch sử dòng gốm này tại Xí nghiệp gốm sứ Chu Đậu.
Cả hai vùng Mỹ Xá và Chu Đậu đều coi ông Đặng Huyền Thông, người Hùng Thắng, Minh Tân là ông tổ (đã biết) của dòng gốm này. Nhà nghiên cứu Tăng Bá Hoành, nguyên giám đốc Bảo tàng Hải Dương cho rằng, một nhân vật là bà Bùi Thị Hý là tổ nghề gốm Chu Đậu. Nhiều bài nghiên cứu đã chứng minh sự tồn tại của Bùi Thị Hý là ngụy tạo và nhân vật này không có thật.

## Nổi tiếng trong nước và xuất khẩu
Nhiều lập luận về sự phát triển rực rỡ gốm Chu Đậu đều xuất phát từ sự bế quan tỏa cảng đương thời của nhà Minh, giai đoạn đầu và giữa của triều đại này đã thực thi chính sách cấm biển và nghiêm cấm người dân ra nước ngoài. Triều đình chỉ cho phép những tàu nước ngoài đến buôn bán kèm theo những vật dâng cống cho triều đình. Gốm sứ Trung Quốc xuất khẩu theo đường biển sang phương Tây đang hồi hưng thịnh bị chặn dòng. Trước tình trạng đó, các nhà buôn chuyển hướng sang các nước lân cận. Những lò gốm vùng Hải Dương và Thăng Long đã nắm lấy thời cơ, đẩy gốm Việt Nam phát triển rực rỡ, chiếm lĩnh thị trường quốc tế. Thứ đến là đội ngũ thợ thủ công người Việt, cả gốm sứ và nhiều ngành nghề khác rất khéo tay và lành nghề. Mặt khác, về vị trí địa kinh tế, Việt Nam nằm trên tuyến đường giao lưu thương mại quốc tế, trong đó có gốm sứ.

### Trong nước
Tháng 4-1986, Bộ Văn hóa cấp giấy phép cho tỉnh Hải Hưng khai quật lần đầu tiên ở làng Chu Đậu.
Tại hai hố rộng 35m2, các nhà khoa học tìm thấy hàng ngàn hiện vật với rất nhiều con kê hình đĩa, hình vành khăn, nón cụt và hình vòng đeo tay, những chồng bát đĩa gốm hoa lam dính chồng vào nhau bị quá lửa nên méo xẹo, nhiều chồng gốm non lửa thì vàng xỉn, nhiều xỉ than và mảnh bao nung gốm cùng rất nhiều mảnh bát đĩa lớn nhỏ...
Kết quả khai quật ấy được báo cáo tại hội nghị khảo cổ học toàn quốc tổ chức vào tháng 9-1986, trở thành một bất ngờ lớn trong giới khoa học. Nó trở thành một nhận thức mới về gốm Việt Nam trong lịch sử và tên gọi Chu Đậu - lấy theo tên ngôi làng đầu tiên phát hiện gốm - được ghi vào bản đồ khảo cổ học là một di tích quan trọng bậc nhất của gốm sứ Việt Nam.
Từ năm 1986-1991, trải qua năm cuộc khai quật khảo cổ ở làng Chu Đậu, dù tổng diện tích chỉ 140,5m2 và thám sát khảo cổ 19m2 nhưng đã thu được hàng vạn hiện vật về sản phẩm và công cụ sản xuất gốm sứ.

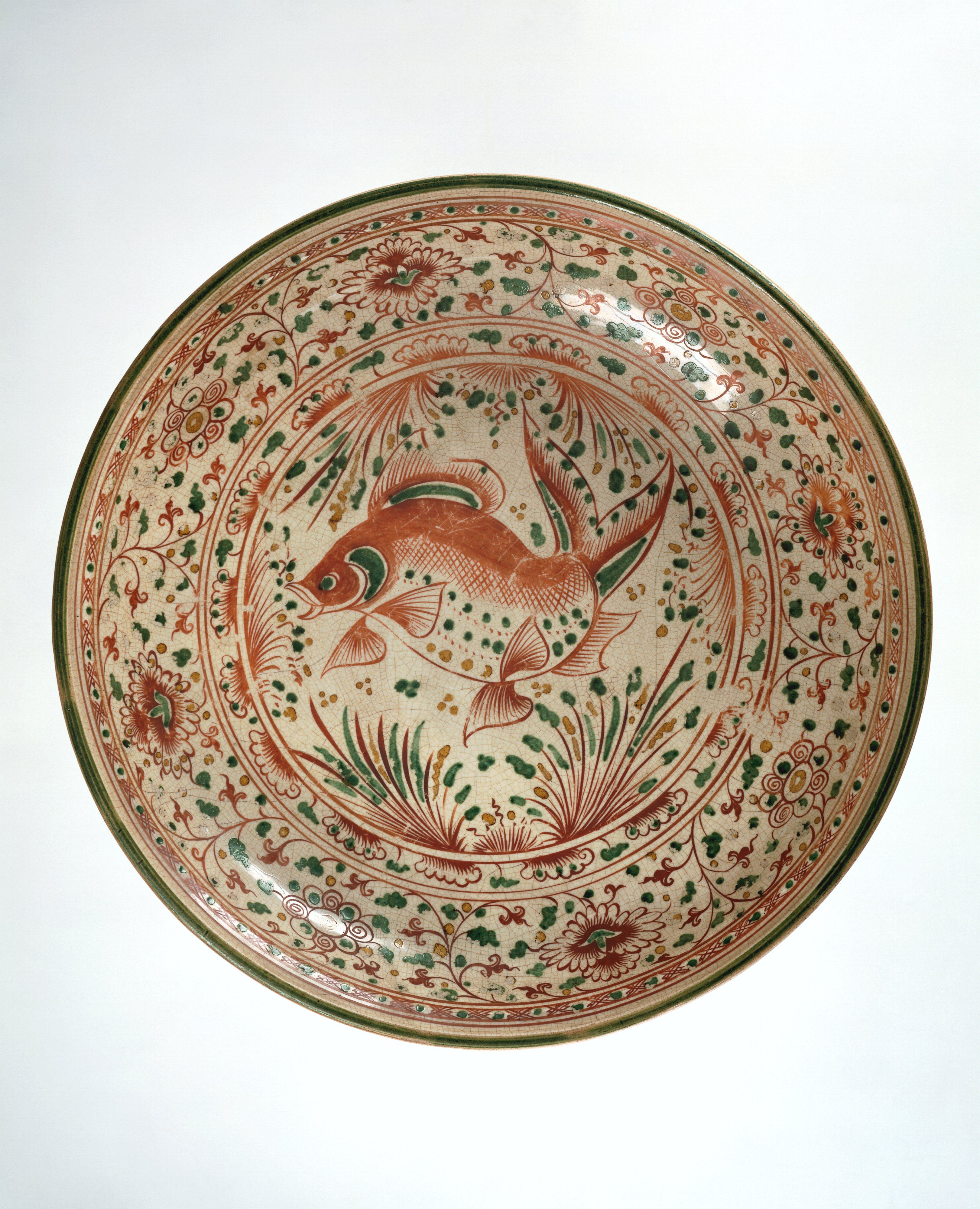
Dĩa gốm men đỏ Chu Đậu, Hải Dương, thế kỷ XV. Bảo tàng Quốc Gia Hà Lan Rijksmuseum

Năm 1997, trong quá trình khảo sát và khai quật con tàu đắm ở Cù lao Chàm (Quảng Nam) của người Bồ Đào Nha. Đó là cuộc khai quật tốn tiền nhất từ trước đến nay (hơn 6 triệu USD), kéo dài nhất (trong bốn năm), huy động nhiều nhà nghiên cứu nhất (chừng 40 nhà nghiên cứu trong và ngoài nước), dùng những thiết bị tối tân và hiện đại nhất, khai quật ở độ sâu nhất (hơn 70m) và số lượng hiện vật nhiều nhất (hơn 240.000 trong đó có nhiều bát, đĩa, hộp, lọ, bình, ang là gốm Chu Đậu), trong đó có nhiều tuyệt tác độc bản như chiếc bình gốm vẽ hình bốn con thiên nga trong bốn tư thế khác nhau, cao 56,5 cm, trưng bày ở Bảo tàng Lịch sử Việt Nam là một trong số 779 hiện vật độc bản trong con tàu đắm, được xem là tinh hoa của làng gốm Chu Đậu ở thế kỷ XV cả về mỹ thuật lẫn kỹ thuật.
Sau năm 1975, đội ngũ đông đảo dân vạn đò trên sông Hương của Huế đã trục vớt được rất nhiều những hiện vật gốm vẽ lam, trắng ngà phong cách đáy màu sôcôla nhưng không ai biết xuất xứ. Mãi cho đến khi có kết quả các cuộc khai quật khảo cổ ở Nam Sách (Hải Dương) và con tàu đắm Cù Lao Chàm thì mới biết đây là gốm Chu Đậu Có rất nhiều đồ gốm nước ngoài, từ Hán, Đường, Minh, Thanh xuất xứ từ Trung Quốc, hay gốm Thái Lan, Nhật Bản và các nước phương Tây giai đoạn trung đại... Nhưng chiếm số lượng nhiều bậc nhất trong bộ sưu tập vẫn là những bình vôi, chén, đĩa thuộc dòng gốm Chu Đậu. Hiện nay bộ sưu tập này do nhà nghiên cứu Hồ Tấn Phan sở hữu tại nhà riêng 28/5 Cao Bá Quát.

### Xuất khẩu
Gốm Chu Đậu là dòng gốm nổi tiếng vì màu men và họa tiết thuần Việt. Nó đã từng xuất khẩu sang nhiều nước. Từ cuối thế kỷ XIV đến cuối đầu thế kỷ XVII, gốm Chu Đậu cùng với những dòng gốm khác của Việt Nam đã có một vị thế quan trọng trong thị trường gốm sứ ở Nhật Bản và ở các nước Đông Nam Á hải đảo đương thời, bằng chứng là sự hiện diện của vô số hiện vật gốm Chu Đậu trong các di chỉ khảo cổ học và trong các con tàu đắm được phát hiện ở Nhật Bản và khu vực Đông Nam Á trong nhiều năm qua: Malaysia có 9 di chỉ, Brunei có 2 di chỉ, Philippines có 10 di chỉ, Indonesia có 11 di chỉ và Nhật Bản có 30 di chỉ khảo cổ
Trong cuốn sách Vietnamese ceramics, A separate tradition do John Stevenson và John Guy chủ biên (Art Media Resources with Avery Press, 1997) có giới thiệu nhiều món đồ gốm Chu Đậu từ sưu tập của những bảo tàng lớn trên thế giới như: Metropolitan Museum of Art (New York), Denver Museum of Art (Denver), Seattle Art Museum (Seattle), Museum of Fine Arts (Boston), Birmingham Art Museum (Alabama) và Asian Art Museum of San Francisco (San Francisco) ở Mỹ; Society of Ancient Southeast Asian Ceramics, Kyoto National Museum, Machida Municipal Museum ở Nhật Bản; British Museum of London ở Anh; Museum of East Asian (Bath) và Art Gallery of South Australia (Adelaide) ở Úc; Museum het Princesshof (Leewarden) ở Hà Lan; Bảo tàng Nghệ thuật Dresden, Bảo tàng Dân tộc học Muenchen ở Đức; Bảo tàng Lịch sử và nghệ thuật Hoàng gia Mariemont ở Bỉ. Tuy nhiên, hiện vật gốm Chu Đậu nổi danh nhất thế giới là chiếc bình hoa lam ở Bảo tàng Tokapi Saray tại Istanbul ở Thổ Nhĩ Kỳ.

## Suy tàn
Suốt nhiều năm qua, một câu hỏi lớn là vì sao đang phát triển rực rỡ nhưng gốm Chu Đậu bỗng chốc lụi tàn như chưa từng tồn tại là rất kỳ lạ.
Nhiều cách lý giải đã được đưa ra gồm cả chiến tranh Lê-Mạc và sự mở cửa trở lại vào cuối thời Minh chính là nguyên nhân khiến dòng gốm này vào quên lãng. Việc truy quét của triều Lê - Trịnh đối với nhà Mạc đã làm ảnh hưởng lớn đến việc sản xuất gốm Chu Đậu. Nhà nghiên cứu Tăng Bá Hoành cũng cho rằng bởi cuộc chiến tranh Lê-Mạc, và năm kết thúc nhà Mạc 1592 cũng chính là năm kết thúc của gốm Chu Đậu.
Ngoài ra, gốm Chu Đậu vẫn còn những điểm hạn chế về trình độ kỹ thuật chưa thật sự đạt đến mức độ hoàn mỹ. Vì vậy, sự cạnh tranh trên thị trường cũng kém cạnh. Khi người Trung Quốc mở cửa để dòng gốm của họ tái xuất khẩu ra thị trường thế giới thì không những về mặt ngoại thương tàn lụi mà hàng loạt gốm sứ Trung Quốc tràn vào chiếm lĩnh thị trường trong nước.

## Phục hồi và phát triển
Gốm Chu Đậu sau mấy trăm năm biến mất đang dần trở lại với thị trường trong nước và quốc tế. Ngay sau lô sản phẩm gốm Chu Đậu đầu tiên xuất lò vào năm 2003, cùng với thị trường trong nước, gốm Chu Đậu đã xuất khẩu cung ứng sản phẩm cho nhiều nước trên thế giới. Việc mạnh dạn đưa sản phẩm xuất sang thị trường châu Âu như một hướng đi đột phá. Trong nhiều năm liền, thị trường này vẫn tiêu thụ khá đều đặn. Tiếp đến là thị trường Nga, Nhật Bản cũng như một thị trường mới gồm nhiều nước châu Phi.

Hiện tại, Gốm Chu Đậu được Công ty cổ phẩn Hapro quản lý và phát triển. Cơ sở sản xuất của Công ty cổ phần Gốm Chu Đậu cũng hiện đưa vào điểm đến du lịch văn hóa làng nghề ở huyện Nam Sách, tỉnh Hải Dương.

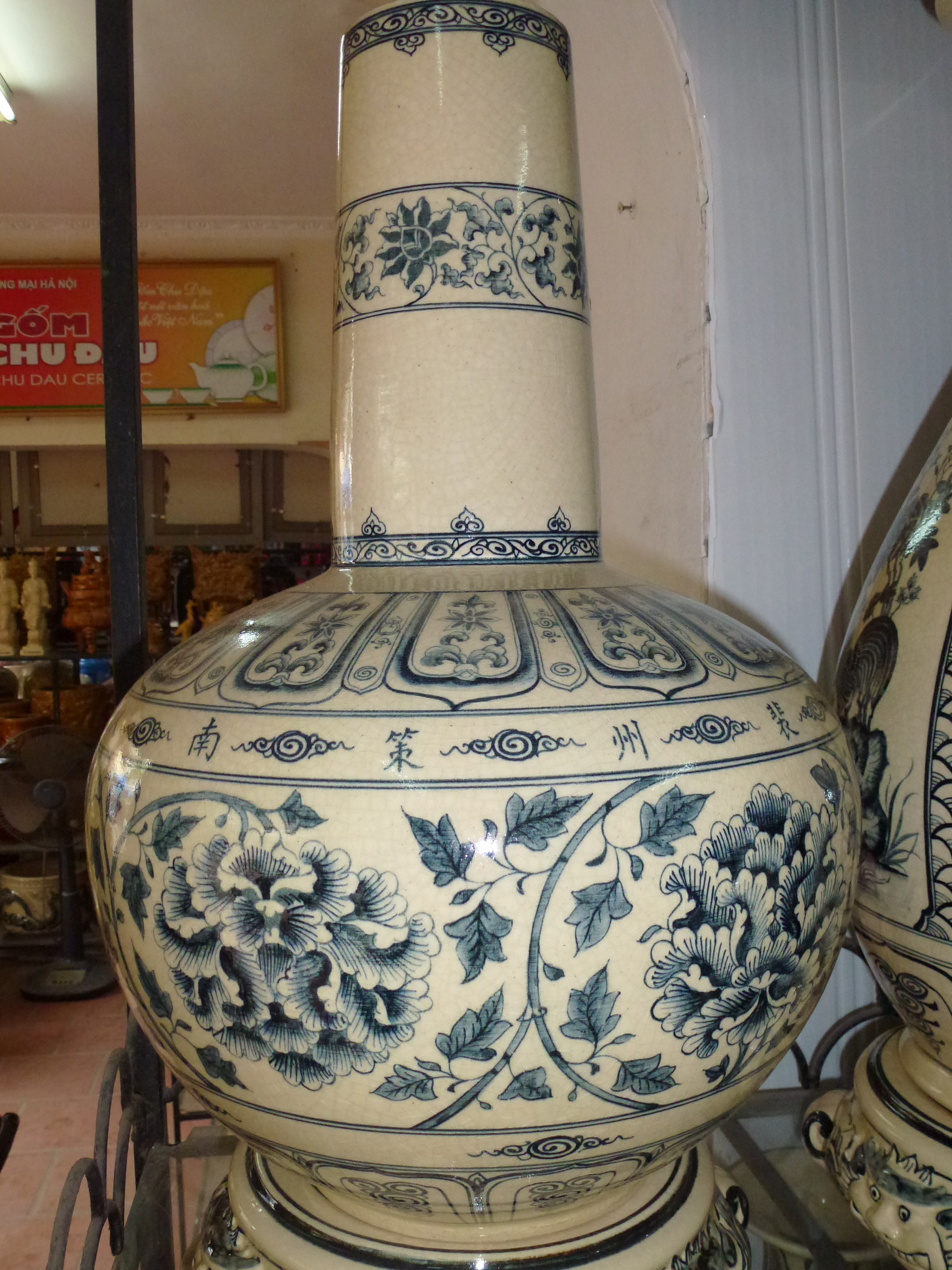
Bình gốm Chu Đậu